# Magna International
Magna International Inc. ist ein kanadisch-österreichischer Automobilzulieferer mit Hauptsitz in Aurora, Kanada. Der europäische Zweig wird von Wien aus gesteuert. Das Unternehmen ist an der New York Stock Exchange und an der Toronto Stock Exchange gelistet. Magna International ist Kanadas größter Hersteller von Automobil-Teilen und eines der größten Unternehmen des Landes. Weltweit hat der Konzern in 28 Ländern 338 Produktionsbetriebe und 96 Entwicklungszentren.

## Gründung und Entwicklung

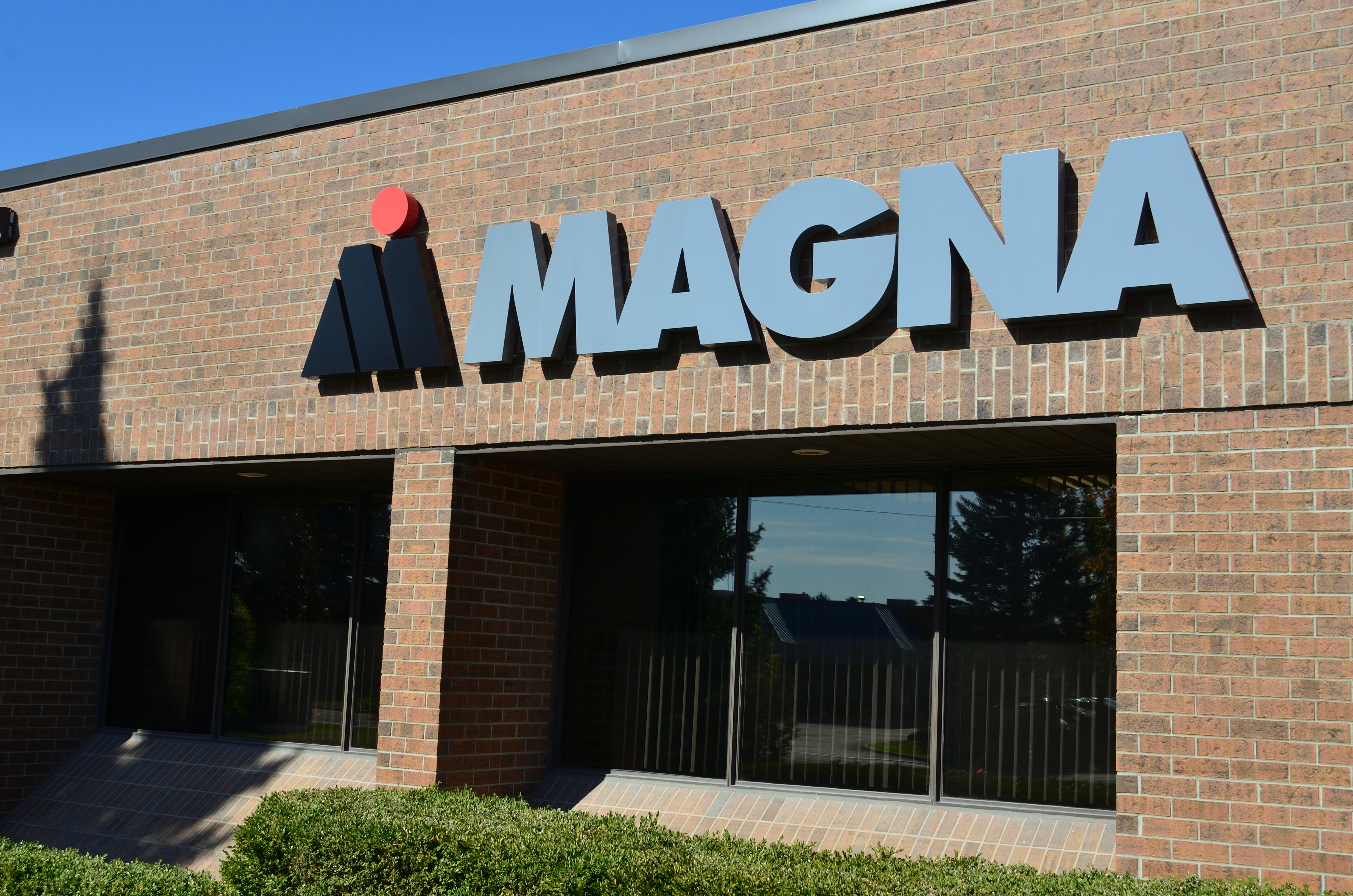
Magna International, Markham, Ontario

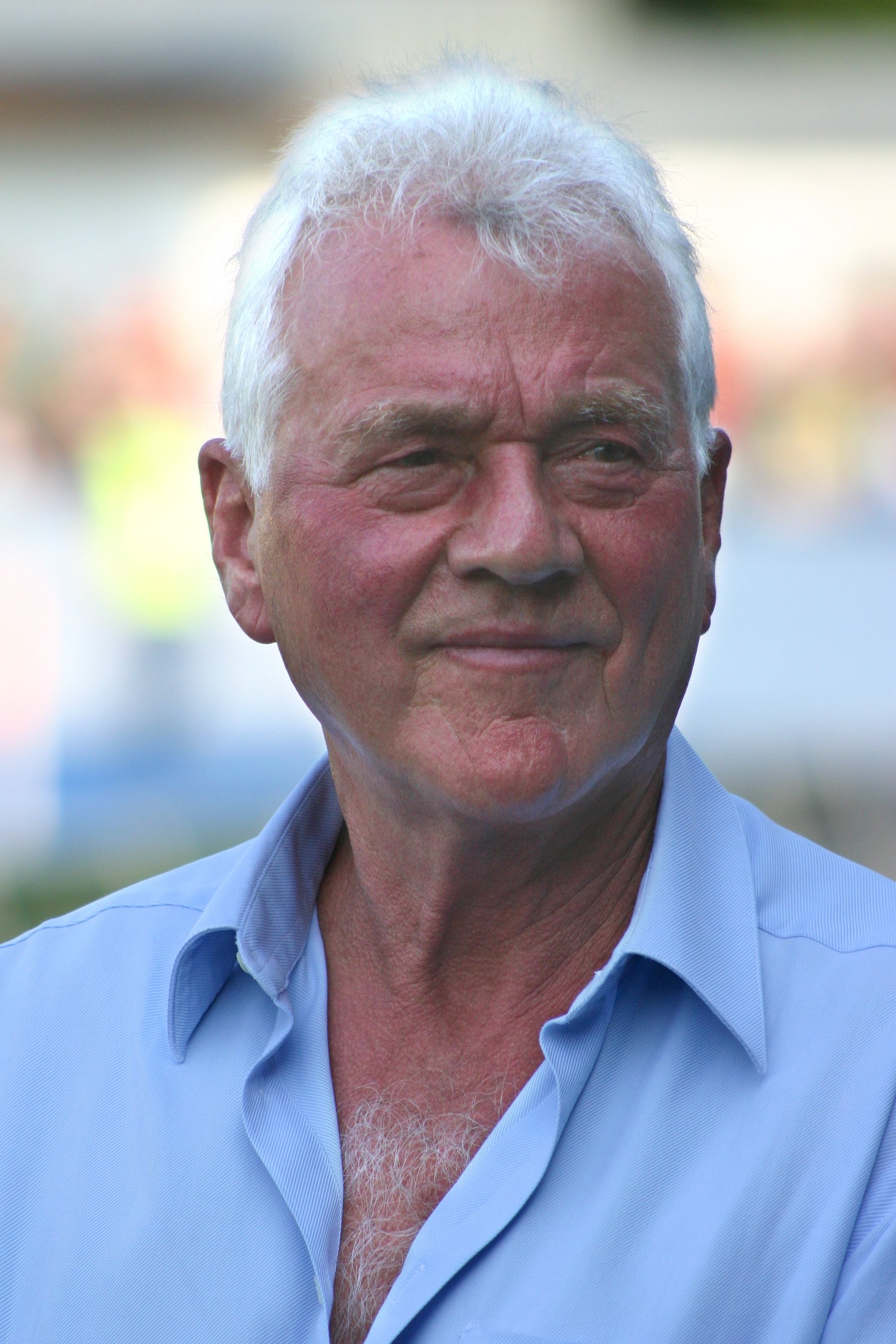
Magna-Gründer Frank Stronach

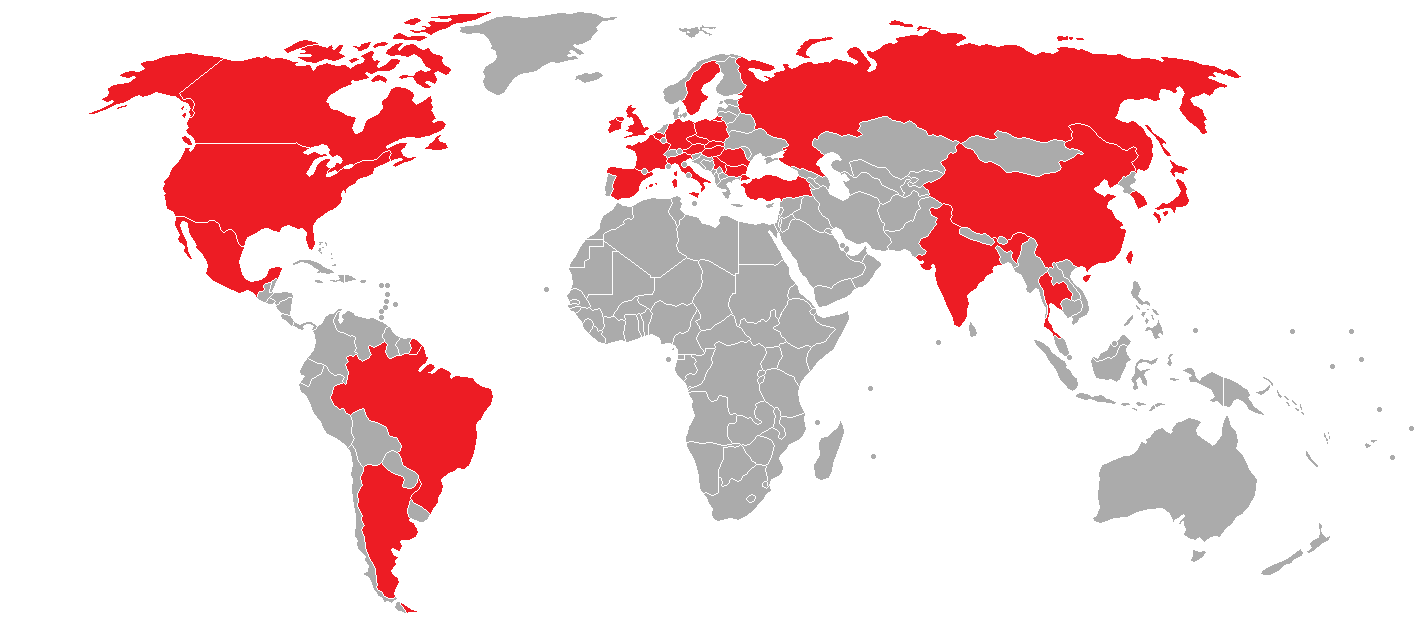
Weltweite Aktivitäten von Magna International 2016.

Das Unternehmen wurde 1957 von dem aus der Steiermark stammenden Austro-Kanadier Frank Stronach unter dem Namen Multimatic gegründet. 1969 fusionierte sein Autoteilehersteller mit Magna Electronics, einem kanadischen Hersteller für Rüstungselektronik. 1973 wurde der Name in Magna International geändert. Magna International ist überwiegend im südlichen Ontario angesiedelt und produziert dort für die großen Automobilfirmen in Kanada und den USA.
In den 1980er Jahren kehrte Frank Stronach nach Österreich zurück und siedelte in Oberwaltersdorf seine Europazentrale (Magna Holding AG) an. In den Konzern wurden seit den 1990er Jahren zahlreiche Unternehmen eingegliedert, wie beispielsweise 1998 die damalige Steyr-Daimler-Puch in Österreich, heute Magna Steyr, sowie die Fahrzeugspiegelhersteller Donnelly Hohe und Zipperle aus Deutschland. 2005 kaufte Magna den Verdeck- und Dachmodulhersteller Car Top Systems von Porsche.
Viele Werke wurden in Frank Stronachs Geburtsort Weiz und der Umgebung davon gebaut, so beispielsweise in Krottendorf, Gleisdorf, Sinabelkirchen, Ilz und Lannach. Weiterhin ist Magna International mit Zulieferbetrieben in direkter Nähe deutscher Produktionsstandorte der Automobilindustrie wie Ingolstadt vertreten.
Magna International ist nicht nur Automobilzulieferer und -entwickler, sondern baut auch fertige Fahrzeuge, aber nicht unter einer eigenen Marke, sondern für andere Hersteller wie Mercedes-Benz, Chrysler, Saab, Peugeot, BMW und ab 2009 auch für Mini und Aston Martin. Für BMW wurde beispielsweise das SUV BMW X3 in Graz mitentwickelt und gebaut.
In Österreich ist das Unternehmen auch durch die Sponsorauftritte im österreichischen Fußballgeschäft bekannt. Von 2008 bis 2011 war es der Hauptsponsor des SC Magna Wiener Neustadt.
Im Mai 2007 gab Magna bekannt, dass sich der russische Milliardär Oleg Wladimirowitsch Deripaska mit seinem Mischkonzern Basic Element an Magna mit 1,14 Milliarden Euro beteiligen werde. Frank Stronach erwartete davon für Magna große Wachstumschancen in Russland und den umliegenden Ländern. Anfang Oktober 2008 zog eine russische Bank die 17-Prozent-Beteiligung von Oleg Deripaska als Sicherheit ein.
Magna wurde als möglicher Käufer der Chrysler-Sparte von DaimlerChrysler genannt, was jedoch nicht gelang: Chrysler wurde am 14. Mai 2007 mehrheitlich von der Cerberus Capital Management übernommen.
2009 wird Magna International Inc. indirekt vom Stronach Trust über seine 92,4%ige Holding-Tochter M Unicar Inc. kontrolliert. Der Stronach Trust verfügt über ca. 66,1 % der gesamten Stimmrechte an Magna. Der Stronach Trust kontrolliert indirekt auch das kanadische Immobilienunternehmen MI Developments Inc. sowie die US-amerikanische Magna Entertainment Corporation (Pferderennbahnen, Kasinos). Die MEC musste im März 2009 nach Chapter 11 Insolvenzantrag stellen.
Im April 2009 hat Magna ein Übernahmeangebot für den Automobilproduzenten Opel, europäische Tochter des angeschlagenen General-Motors-Konzerns, unterbreitet und darüber Gespräche mit der deutschen Bundesregierung, mit General Motors und deren Geldgeber, der amerikanischen Regierung, geführt. Am 30. Mai 2009 gab die Bundesregierung bekannt, dass Magna den Zuschlag für Opel erhalten habe. Der kanadische Zulieferer plante, gemeinsam mit der russischen Sberbank einen Mehrheitsanteil zu übernehmen. Am 10. September 2009 wurde zunächst vom Mutterkonzern General Motors bekanntgegeben, dass man 55 % der Opel-Anteile an das Konsortium aus Magna und der russischen Sberbank abgeben wolle. Am 3. November 2009 revidierte der Verwaltungsrat von General Motors seine Entscheidung und beschloss, dass Opel im Konzern verbleiben solle.
2013 übersiedelte Magna International Europe vom niederösterreichischen Oberwaltersdorf nach Wien.
Im Juli 2015 kaufte Magna – vorbehaltlich der Kartellbehörden – den deutschen Getriebehersteller Getrag.
Im Sommer 2021 hatte Magna angekündigt, seinen Wettbewerber Veoneer für 3,8 Milliarden US-Dollar kaufen zu wollen. Es gab bereits einen Vorvertrag, allerdings machte der Elektronikkonzern Qualcomm wenige Wochen später ein deutlich besseres Angebot. Im Oktober 2021 wurde bekannt gegeben, dass Qualcomm den Zuschlag für Veoneer bekam. Mitte Dezember wurde bekanntgegeben, dass Magna den Bereich „Aktive Sicherheit“ von Veoneer für etwas mehr als 1,5 Milliarden US-Dollar erwerben will. Darunter fallen die Bereiche Sensortechnik und Steuergeräte für Fahrerassistenzsysteme. Mit der Übernahme sollen 2.200 Mitarbeiter zu Magna wechseln.

## Politische Verbindungen
Das Unternehmen ist bekannt für seine guten Kontakte mit der Politik, beispielsweise beschäftigt es in Kanada und Österreich mehrere ehemals hochrangige Politiker verschiedenster politischer Richtungen. So war der spätere österreichische Finanzminister Karl-Heinz Grasser (FPÖ) von 1998 bis 1999 in Stronachs Konzern beschäftigt. Der ehemalige österreichische Bundeskanzler Franz Vranitzky sitzt seit 1997 im Aufsichtsrat. Der ehemalige SPÖ-Geschäftsführer Andreas Rudas wurde 2000 Pressesprecher bei Magna. 2003 wechselte der frühere Infrastrukturminister Mathias Reichhold (FPÖ) als Berater für Verkehrsinfo-Systeme, Telematik und Weltraumtechnologie in den Magna-Konzern.
Frank Stronach kandidierte 1988 für die Liberale Partei Kanadas. Magna International hat auch gute Verbindungen zur Progressive Conservative Party of Ontario und der Ontario Liberal Party.
2004 kandidierte die ehemalige Vorsitzende und derzeitige Vizepräsidentin des Unternehmens, Stronachs Tochter Belinda Stronach, für die Führung der Konservativen Partei Kanadas. Im Mai 2005 wechselte sie zur Liberalen Partei und war bis zu den Wahlen 2006 kanadische Sozialministerin.
Am 18. März 2005 wurde der frühere US-Botschafter in Kanada, Paul Cellucci, zum Vizepräsidenten von Magna Entertainment Corp. berufen.
Dieter Althaus, der ehemalige Ministerpräsident des Freistaats Thüringen, arbeitete von Februar 2010 bis Jahresende als Lobbyist für den Konzern. Er arbeitete als Vizepräsident im Magna-Büro in Wolfsburg und war dort für den Kunden Volkswagen AG und für Kontakte zu öffentlichen Stellen in Deutschland zuständig. Seit 2011 ist er Vizepräsident Governmental Affairs. Althaus war im Jahr 2009 als Ministerpräsident eng in die Verhandlungen zur Opel-Übernahme durch Magna eingebunden.
2012 gründete Frank Stronach in Österreich eine eigene Partei, das Team Stronach. Durch Übertritte war es zunächst mit sechs Abgeordneten im Nationalrat vertreten. Durch die Nationalratswahl 2013 erhöhte sich die Zahl der Mandate auf elf. Die populistische Partei verzichtete auf eine Teilnahme bei der NR-Wahl 2017 und kündigte eine Selbstauflösung per Ende 2017 an.

## Firmen und Firmengruppen der Magna Holding
- Cosma[13]
- Magna Exteriors
- Magna Powertrain
- Magna Electronics
- Mechatronics
- Magna Mirrors
- Magna Lighting
- Magna Seating
- Magna Steyr
- Magna Telemotive[14]
- Magna Auteca[15]

Am 7. September 2023 ging das neu errichtete Werk in Klagenfurt in Betrieb. Mit 200 Mitarbeitern stellt es Aktuatoren her, zur Klappenverstellung bei Klimaanlagen und Batterie-Thermomanagement. Neben dem Werksgebäude steht 18.000 m² Photovoltaik.

## Firmenstrategie
Magna vertreibt keine Fertigprodukte unter eigener Marke. Das Unternehmen ist auf Großkunden angewiesen. Daher sind die Produktqualität und Forschungsprozesse Grundlage der langfristigen Verkaufsstrategie. Das Unternehmen führte zur Verbesserung der Qualitätskontrolle im Powertrain-Werk Ilz das EFQM-Modell ein.